# سسک نیزار ابروسیاه
سسک نیزار ابروسیاه (نام علمی: Acrocephalus bistrigiceps) یک سسک تالابی (خانواده سسکان نیزار) است که قبلاً در مجموعه «سسکان جهان قدیم» گنجانده شده بود. این گونه برای نخستین بار توسط رابرت سوئینهو در سال ۱۸۶۰ توصیف شد.
این گونه از شرق مغولستان و جنوب شرقی روسیه تا شرق چین و ژاپن یافت می‌شود.